# G. Edward Griffin

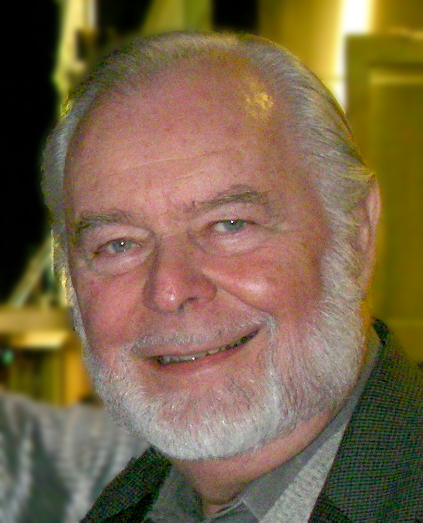
G. Edward Griffin

G. Edward Griffin (* 7. November 1931 in Detroit) ist ein US-amerikanischer politischer Kommentator, Autor und Dokumentarfilmer. Er ist unter anderem für sein auch ins Deutsche und Japanische übersetztes Buch The Creature from Jekyll Island (deutsch: Die Kreatur von Jekyll Island) bekannt. Die Mehrheit seiner Werke zählt zur Reihe der Verschwörungstheorien.

## Ausbildung
Griffin graduierte an der Universität von Michigan mit einem Abschluss in Kommunikationswissenschaften. Des Weiteren besuchte er das „College for Financial Planning“ in Denver, Colorado, wo er 1989 den Titel eines zertifizierten Finanzplaners erhielt. Diese Ausbildung diente ihm im Rahmen seiner Nachforschungen zum o. g. Buch.
Griffin war als Gründer und Leiter einer Vielzahl von Organisationen im Gesundheits-, Medien- und politischen Bereich involviert. Zu den bekanntesten zählen „American Media“ und „Freedom Force International“.

## Autor und Filmproduzent
Als Präsident von American Media (einer Verlags- und Filmproduktionsfirma in Kalifornien) und als Gründer der Website „Reality Zone“ hat Griffin mehrere Bücher und Filme publiziert, darunter Eine Welt ohne Krebs: Die Geschichte des Vitamin B17 und seiner Unterdrückung und Capitalist Conspiracy (dt. Die kapitalistische Verschwörung). Darin vertritt er die These, dass der kreditbasierte Kapitalismus der Gegenwart auf einer Verschwörung einer Finanzelite und insbesondere des Federal Reserve System basiert. Dieselbe These ist auch Gegenstand seines Buchs The Creature from Jekyll Island (dt. Die Kreatur von Jekyll Island), das erstmals 1994 erschien und seitdem fünf weitere Auflagen erlebte. In den Wirtschaftswissenschaften wird das Werk nicht rezipiert. Der Nationalökonom Edward Flaherty tut es als eine „Verschwörungsversion der Geschichte“ ab und nennt es „amateurhaft“.

## Aktivismus
Griffin ist seit den 1960er Jahren Mitglied der rechtsgerichteten John Birch Society, die verschiedene Verschwörungstheorien verbreitet. 1972 veröffentlichte er für sie eine Werbebroschüre. Er diente im Vorstand der „National Health Federation“ und der „International Association of Cancer Victors and Friends“.
1976 gründete er die „Cancer Cure Foundation“, eine Non-Profit-Organisation, die er als Präsident leitet und die sich der Erforschung und Ausbildung in alternativen Krebstherapien verschrieben hat.
Griffin erhielt den „Telly Award“ für ausgezeichnete Fernseh-Produktionen.
The Coalition for Visible Ballots
Griffin ist einer der Gründungsmitglieder der „Coalition for Visible Ballots“, einer Gruppe mit dem einzigen Langzeitziel, wieder für manipulationsfreie Wahlen zu sorgen. Zitat: „Wir von der Koalition für sichtbare Wahlzettel glauben, dass der einzige Weg, wieder faire und ehrliche Wahlen für unser Land zu gewährleisten, das Verbot aller Wahlmaschinen darstellt (…) und den Einsatz von Papier-Stimmzetteln, die unter öffentlicher Aufsicht ausgezählt werden, erfordert.“
In diesem Zusammenhang koproduzierte er den Film Invisible Ballots: A Temptation for Electronic Vote Fraud.
Freedom Force International
2002 gründete Griffin Freedom Force International, eine internationale Organisation. Sie hat eine einzigartige Gebührenstruktur: Es gibt zahlende und nichtzahlende Mitglieder. Mr. Griffin glaubt, dass eine Organisation nicht von Mitgliedern die Gebührenzahlung verlangen sollte, doch werden, zur Finanzierung ihrer Operationen, gewisse Boni Mitgliedern zuteil, die sich für eine Gebührenzahlung entschlossen haben. Bis vor kurzem basierte die minimale monatliche Gebühr auf den Gegenwert einer Unze Silber.

## Werke

### Auswahl seiner Filme und Videos
- World without Cancer[10] (Eine Video-Adaptation des gleichnamigen Buches.)
- Capitalist Conspiracy (An Inside View of International Banking)[11] Dokumentarfilm.
- Invisible Ballots a temptation for electronic vote fraud (DVD, executive producer), von David Dill; William Gazecki; G Edward Griffin; Bev Harris; Rebecca Mercuri; Aviel D Rubin. Verlag: [Westlake Village, Calif.?]: American Media; United States: Reality Zone, 2004. ISBN 0-912986-42-5
- The red reality in Central America mit Willy Solis; American Media (Firm), VHS tape, Westlake Village, Calif.: American Media, 1985
- Hidden agenda real conspiracies that affect our lives today., VHS tape, Verlag: Venice, CA: Knowledge 2020, 2001
- Soviet subversion of the free press a conversation with Yuri Bezmenov, mit Juri Besmenow; VHS tape, Verlag: Westlake Village, Calif.: American Media, 1984
- No place to hide The strategy and tactics of terrorism, mit Dick Quincer; Western Goals, VHS tape. Verlag: Alexander, Va: Western Goals Foundation, Westlake Village, Ca: American Media, 1982; 1983.
- No place to hide the strategy & tactics of terrorism, mit WBTV (Television station: Charlotte, N.C.); Western Goals. VHS tape. Verlag: Alexandria, VA.: Western Goals Foundation, 1982.
- More deadly than war—the Communist revolution in America. American Media.
- The subversion factor: a history of treason in modern America Westlake Village, Calif.: American Media, 1988. VHS tape.
- What in the world are they spraying? – Die Wahrheit über Chemtrails und Geo-Engineering, 2013. DVD.

### Bücherauswahl
- The Fearful Master. Boston, Western Islands Publishers [1964][4]
- A memorandum on Supreme Court decisions Verlag: [Belmont, Mass., 1968][12]
- The Grand Design: a lecture on U.S. foreign policy, Verlag: Thousand Oaks, Calif.: Grand Design, 1968.
- The great prison break; the Supreme Court leads the way, Publisher: Boston, Western Islands [1968]
- This is the John Birch Society; an invitation to membership, Verlag: Thousand Oaks, Calif., American Media, 1970
- More Deadly than War
- Nog erger dan oorlog: (More deadly than war: Dutch translation), Verlag: ['s-Gravenhage: Stichting Voorlichting Buitenland], [1970]
- The capitalist conspiracy Verlag: Thousand Oaks, Calif.: American Media, ©1971.
- Private papers pertaining to Laetrile, Verlag: [Westlake Village, Calif.]: American Media, ©1997. ISBN 0-912986-20-4[13]
- Die Kreatur von Jekyll Island: Die US-Notenbank Federal Reserve. Kopp-Verlag ISBN 3-938516-28-3
- Eine Welt ohne Krebs. Die Geschichte des Vitamin B17 und seiner Unterdrückung. Kopp-Verlag ISBN 3-938516-15-1

### Zeitschriften
Voice of medical freedom. Americans for Medical Freedom. Monthly Periodical. Verlag: Westlake Village, Calif.: G.E. Griffin: Americans for Medical Freedom

### Archivmaterial
Ephemeral materials, 1976–1986. Americans for Medical Freedom. Archivmaterial. Verlag: Westlake Village, Calif.